# Багек
Багек (перс. باغک‎) — село на севере Ирана, в остане Тегеран. Входит в состав шахрестана Тегеран. Является частью дехестана (сельского округа) Джаджруд бахша Джаджруд.

## География
Село находится в северо-западной части остана, на расстоянии приблизительно 30 километров (по прямой) к юго-востоку от города Пардис, административного центра шахрестана. Абсолютная высота — 1981 метр над уровнем моря.

## Население
По данным переписи 2006 года население села составляло 43 человека (22 мужчины и 21 женщина). В Багеке насчитывалось 16 домохозяйств. Уровень грамотности населения составлял 72,1 %. Уровень грамотности среди мужчин составлял 72,7 %, среди женщин — 71,4 %.